# Elliptio downiei
Elliptio downiei är en musselart som först beskrevs av I. Lea 1858.  Elliptio downiei ingår i släktet Elliptio och familjen målarmusslor. IUCN kategoriserar arten globalt som livskraftig. Inga underarter finns listade i Catalogue of Life.